# Ulai

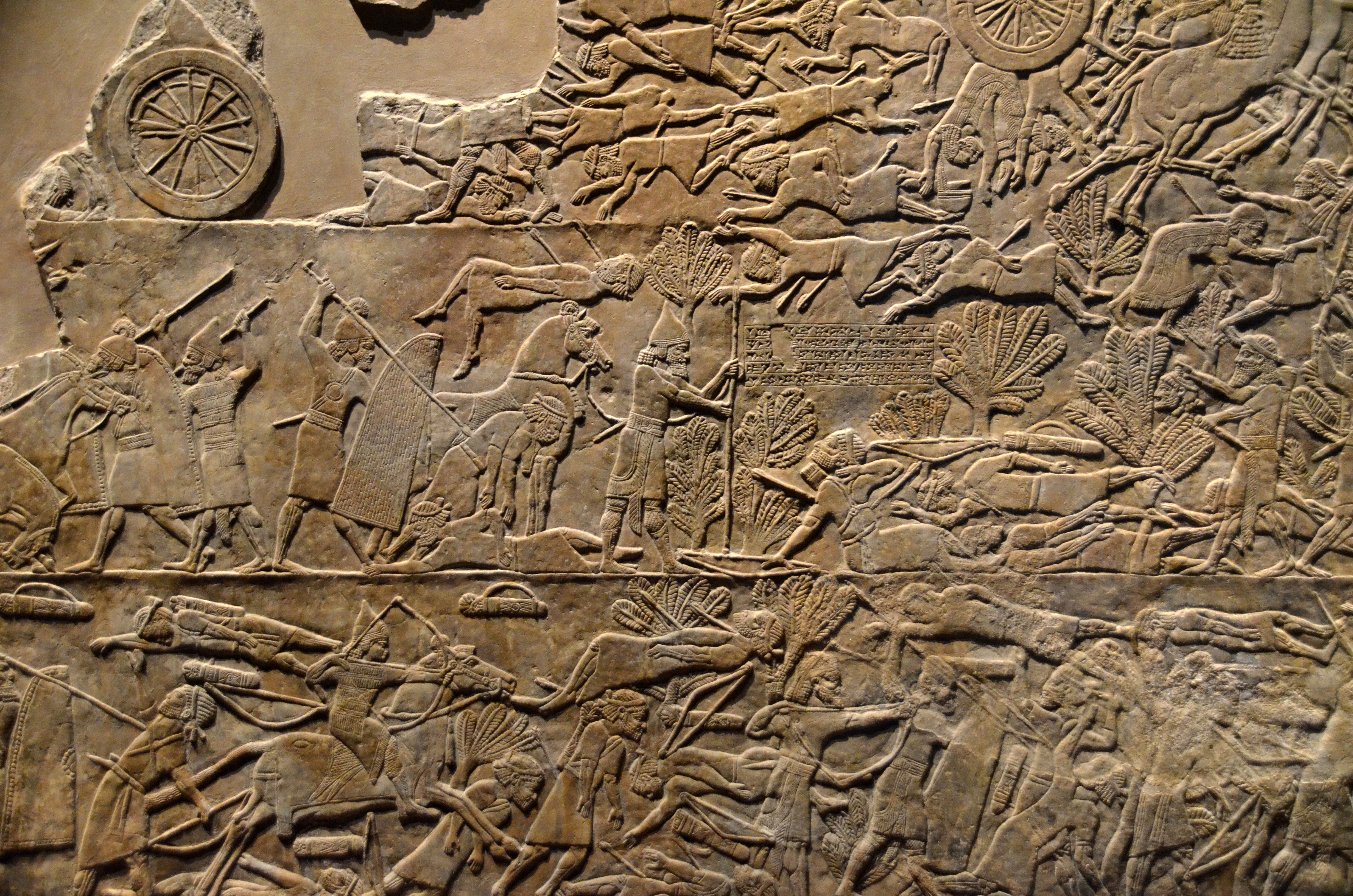
Die Darstellung der Schlacht am Ulai zwischen Assyrien und Elam im 7. Jahrhundert v. Chr. auf einem Relief in Niniveh

Ulai ist eine antike Bezeichnung für einen Fluss in der Nähe von Susa, der Hauptstadt des Reiches von Elam, in der heutigen Provinz Chuzestan im Südwesten Irans. Der Ulai wird heute zumeist mit dem Karche identifiziert, wobei allerdings der Flusslauf des Karche in der Vergangenheit im Unterlauf Veränderungen unterlag.
Der Ulai-Strom wird mehrfach im Gilgamesch-Epos erwähnt. Am Ulai fand Ende des 12. Jahrhunderts v. Chr. eine Schlacht zwischen dem elamitischen König Hutelutuš-Inšušinak und den Babyloniern unter Nabû-kudurrī-uṣur I. statt, in der die Elamiter unterlagen, ohne dass die Babylonier die nahe gelegene elamitische Residenz Susa einnehmen konnten. Bei den Assyrern wird der Fluss als Ulaa oder Ulaia bezeichnet und unter anderem im 7. Jahrhundert v. Chr. im Zusammenhang mit einem Feldzug des assyrischen Königs Aššur-bāni-apli gegen die Elamiter unter Te-umman (Tempti-Khumma-In-Shushinak) genannt. Bekannt ist der Ulai (hebräisch: אולי) vor allem, weil er zwei Mal als Ort einer Vision des biblischen Propheten Daniel erwähnt wird: Dan 8,2  Dan 8,16 . Der Fluss teilte sich rund 30 km nordöstlich von Susa in zwei Arme, wobei der westliche Arm an der Zitadelle von Susa entlangführte und dann westwärts durch die mesopotamischen Marschen führte und schließlich in den Schatt al-Arab mündete, während der östliche Arm östlich an Susa vorbeiführte und dann dem heutigen Unterlauf des Karun folgte. In hellenistischer Zeit war der Ulai als Elaios bekannt und ist möglicherweise mit dem Choaspes gleichzusetzen. Der westliche Flussarm (der heutige Karche) hat dann in nachalexandrinischer Zeit seinen Lauf noch einmal weiter westwärts verlagert, sodass er heute 2 km westlich an Susa vorbeifließt, während die Verbindung zur Mündung des Karun über den östlichen Flussarm heute nicht mehr besteht.